# Manfred Hofbauer
Manfred Hofbauer (* 6. Februar 1960 in Wien) ist ein österreichischer Politiker (FPÖ). Hofbauer ist seit November 2010 Abgeordneter seiner Partei zum Wiener Gemeinderat und Landtag.

## Leben
Manfred Hofbauer wuchs im 11. Wiener Gemeindebezirk Simmering auf, wo er von 1966 bis 1975 die Pflichtschulen absolvierte. Bei der Siemens AG erwarb er 1979 den Lehrabschluss in Nachrichtenelektronik. Seit 1980 arbeitet Hofbauer als Spezialist im Bereich der Informationstechnik. Von 2007 bis 2010 studierte er Betriebswirtschaftslehre an der Universität Klagenfurt; in diesem Zeitraum war er auch selbstständig.
Manfred Hofbauer ist seit 1995 Mitglied der FPÖ-Simmering. Sein politischer Werdegang begann im Jahr 2000, als er als freiheitlicher Bezirksrat in die Bezirksvertretung von Simmering einzog. 2008 wurde er zum Klubobmann (Fraktionsvorsitzenden) der FPÖ-Bezirksräte von Simmering gewählt. Ebenfalls im Jahr 2008 wurde er zum stellvertretenden Bezirksparteivorsitzenden gewählt.
Seit November 2010 ist Hofbauer Landtagsabgeordneter.